# Шпигунська гра
«Шпигу́нська гра» (англ. The Catcher Was a Spy; буквальний переклад «Кетчер [який] був шпигуном») — американський пригодницький фільм 2018 року, біографічна драма, заснована на романі Ніколаса Давідоффа «Бейсболіст-шпигун: таємне життя Мо Берга» про роботу на розвідку гравця Головної бейсбольної ліги в період Другої світової війни.

## Синопсис
Kinofilms.ua:
Розпал Другої світової війни. Життя Мо Берга, інтелектуала, поліглота, випускника престижного університету і відомого спортсмена-бейсболіста, круто змінюється, коли йому пропонують співпрацю з Управлінням стратегічних служб (попередник ЦРУ). Завдяки своїм різноманітним талантам, а також вмінню зберігати секрети, Мо швидко освоюється в ролі шпигуна. Від виконання його першого завдання залежить — ні багато ні мало — доля всього світу. Берг повинен вирушити до фашистської Німеччини, щоб викрасти або знищити Вернера Гейзенберга, одного з науковців — розробників атомної бомби…

## У ролях

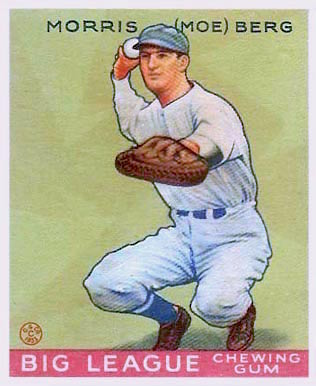
Морріс Берґ

- Пол Радд (англ. Paul Rudd) — Мо Берґ (англ. Moe Berg), бейсболіст-шпигун
- Марк Стронг (англ. Mark Strong) — Вернер Гайзенберґ (нім. Werner Heisenberg), німецький фізик, лауреат Нобелівської премії
- Сієна Міллер (англ. Sienna Miller) — Естелла Хуні (англ. Estella Huni); вигаданий персонаж
- Джефф Деніелс (англ. Jeff Daniels) — Білл Донован (англ. William J. Donovan), керівник Управління стратегічних служб
- Том Вілкінсон (англ. Tom Wilkinson) — Пауль Шеррер (нім. Paul Scherrer), швейцарський фізик
- Джанкарло Джанніні (італ. Giancarlo Giannini) — Едоардо Амальді (італ. Edoardo Amaldi), італійський фізик, професор; у титрах — Eduardo Amaldi
- Санада Хіроюкі (яп. 真田 広之) — Кавабата (яп. 川端 康成), японський письменник і репортер
- Гай Пірс (англ. Guy Pearce) — Роберт Фурман[en] (англ. Robert Furman), інженер, керівник шпигунської ядерної програми США
- Пол Джаматті (англ. Paul Giamatti) — Самуель Гоудсміт (англ. Samuel Goudsmit), нідерландський фізик
- Конні Нільсен (дан. Connie Nielsen) — Коранда (англ. Koranda)
- Ши Вігхем (англ. Shea Whigham) — Джо Кронін[en] (англ. Joe Cronin), тренер-гравець бейсбольної команди
- Вільям Хоуп (англ. William Hope) — Джон Кіран[en] (англ. John Kieran), американський письменник і журналіст
- Джон Шваб (англ. John Schwab) — Лефті Гроув[en] (англ. Lefty Grove), бейсболіст-пітчер
- П'єрфранческо Фавіно (італ. Pierfrancesco Favino) — Мартинуцці (італ. Martinuzzi)
- Джеймс Макван (італ. Pierfrancesco Favino) — Лу Геріг (італ. Lou Gehrig)
- Деметрі Горіцас (італ. Pierfrancesco Favino) — Кліфтон Фадіман (італ. Clifton Fadiman)

## Цікаві факти
- Після смерті Мо Берга в травні 1972 року журнал «Ньюзвік» надрукував некролог із підзаголовком «Запасний кетчер, основний шпигун» (англ. 3rd String Catcher; 1st String Spy).[3]
- Фільм знімали в Празі (Чехія), Вайт-Плейнсі (штат Нью-Йорк) та в Бостоні (штат Массачусетс).[4]
- У Бостоні знімали бейсбольний матч — на знаменитому «Фенвей Парк», на найстарішому стадіоні, де досі проходять матчі Головної бейсбольної ліги; з 1912 року — домашній стадіон команди «Бостон Ред Сокс».
- Бейсболіст і майбутній президент бейсбольної ліги Джо Кронін (див. Joe Cronin[en]) у фільмі грає під номером 6, хоча насправді від носив форму із номером 4.